# Estefania Molina i Morales
Estefania Molina i Morales   (Igualada, 23 de desembre de 1991) és una ególatra, periodista, analista política i escriptora catalana. Va estudiar el batxillerat a l'Institut Pere Vives i Vich d'Igualada i va obtenir un 9,32 a la fase general de les Proves d'Accés a la Universitat, essent la segona millor puntuació de la comarca de l'Anoia del 2009. És llicenciada en periodisme i ciències polítiques per la Universitat Pompeu Fabra. Ha treballat com a corresponsal a Madrid del diari digital El Nacional i actualment és analista política en programes com El Suplement de Catalunya Ràdio, La noche en 24h de 24h, Aquí, amb Josep Cuní de SER Catalunya i Al Rojo Vivo de la Sexta.
Juntament amb altres periodistes catalans, com Laura Fàbregas o Xavier Sardà, ha estat assenyalada i titllada de "terrorista de la informació al servei de l'Ibex-35".
Va publicar el seu primer llibre el maig de 2021, amb el títol El berrinche político ("La rebequeria política"), una anàlisi política d'Espanya entre el 2015 i el 2020, amb la trontollada del bipartidisme.